# 網屋吉兵衛

神戸市中央区にある網屋吉兵衛の顕彰碑

網屋 吉兵衛（あみや きちべえ、1785年（天明5年） - 1869年10月9日（明治2年9月5日））は、日本の呉服商。私財を投じて神戸村安永新田浜の入江に船蓼場（フナクイムシを駆除するための乾ドック）を建設したことで知られ、神戸港築港の先駆者とされる。

## 生涯
1785年（天明5年）、摂津国八部郡神戸二ツ茶屋村城下町（現在の兵庫県神戸市中央区元町4丁目）に生まれる。生家は呉服商であった。
11歳の時に兵庫三件屋町の荒物商・豊後屋に奉公に出た。奉公中に吉兵衛は兵庫津の近辺に船蓼場（フナクイムシを駆除するための乾ドックのこと。船据場とも）の建設を夢見るようになった（当時兵庫津に停泊する船がフナクイムシの駆除を行うには讃岐国多度津にまで赴く必要があった）。20歳の時に奉公を終えて家業を継いだ吉兵衛は船蓼場を建設する資金を得るために商売に精を出し、弘化3年（1846年）に隠居。船蓼場建設に向けて行動を開始した。吉兵衛は奉公中に建設を夢見て以来、数十年にわたり兵庫津近辺で潮の満ち引き、海底の深さ、風が吹く方向を調べていた。
吉兵衛の家族は私財を投じての建設計画に反対したが吉兵衛は一切顧みず、嘉永7年（1854年）9月に大坂谷町代官所の許可を得、神戸村安永新田浜の入江で工事に着手した。1855年（安政2年）9月に船蓼場は完成したが、工事には巨額の資金を要した上に海運不況に見舞われ、資金繰りに苦しんだ吉兵衛は近江国の商人から呉服代金の未払いを理由に江戸表の寺社奉行に訴えられる事態に見舞われた。神戸村が仲介に入り、吉兵衛の借金（銀75貫800匁）を村が肩代わりする代わりに船蓼場を村が引き取り、吉兵衛が10年以内に借金の元利金を返済した際には船蓼場を返還することになった。吉兵衛は船蓼場の管理人として雇用された。

海軍操練所跡碑

1863年（文久3年）、吉兵衛は小野浜において将軍徳川家茂に謁見した。家茂は吉兵衛に対し小野浜近辺を日米修好通商条約に基づく開港場とすることの是非について問い、吉兵衛はこの上ない適地であると回答した。謁見を仲介した勝海舟は吉兵衛が船蓼場を失った経緯に同情し、所有権を取り戻すことができるよう便宜を図ると約束したが、実現しなかった。
1867年（慶応3年）、兵庫港（現在の神戸港）開港に伴い、船蓼場は江戸幕府に接収され東運上所（税関）の船入場として利用されることになった。それに伴い10年以内に借金を返還すれば船蓼場を返還するという神戸村との約束は消滅した。1869年（明治2年）9月5日、吉兵衛は死去した。晩年は私財を投じて造った船蓼場が接収されたことを嘆き、死の間際も船蓼場のことを口にしていたという。
1968年、かつて船蓼場があった場所の南に吉兵衛の顕彰碑が建立された。